# Jeffrey Vanan
Jeffrey Danny Vanan (21 dicembre 1992) è un velocista surinamese.

## Biografia
Vanan partecipa alle prime competizioni internazionali nel 2013 e già dall'anno successivo ha rappresentato il Suriname ai Giochi centramericani e caraibici di Veracruz. Nel 2015 ha debuttato a livello mondiale partecipando sia alle Universiadi in Corea del Sud, sia ai Mondiali in Cina. Ripete l'avventura ai Mondiali nel 2019, in Qatar, a cui fa seguito il primo riconoscimento internazionale, nonché unica medaglia nazionale, ai Campionati sudamericani indoor in Bolivia.

## Palmarès
| Anno | Manifestazione                    | Sede         | Evento      | Risultato        | Prestazione | Note |
| ---- | --------------------------------- | ------------ | ----------- | ---------------- | ----------- | ---- |
| 2014 | Sudamericani U23                  | Montevideo   | 100 m piani | Batteria         | 11"06       |      |
| 2014 | Giochi CAC                        | Veracruz     | 100 m piani | Batteria         | 10"74       |      |
| 2014 | Giochi CAC                        | Veracruz     | 200 m piani | Batteria         | 21"78       |      |
| 2015 | Sudamericani                      | Lima         | 100 m piani | 4º               | 10"60       |      |
| 2015 | Universiadi                       | Gwangju      | 100 m piani | Semifinale       | 10"77       |      |
| 2015 | Universiadi                       | Gwangju      | 200 m piani | Quarti di finale | 21"30       |      |
| 2015 | Mondiali                          | Pechino      | 100 m piani | Batteria         | 10"57       |      |
| 2017 | Giochi della solidarietà islamica | Baku         | 100 m piani | Semifinale       | 10"58       |      |
| 2017 | Giochi della solidarietà islamica | Baku         | 200 m piani | 7º               | 21"25       |      |
| 2017 | Sudamericani                      | Asunción     | 100 m piani | 6º               | 10"42       |      |
| 2017 | Sudamericani                      | Asunción     | 200 m piani | Batteria         | 21"35       |      |
| 2018 | Giochi CAC                        | Barranquilla | 100 m piani | Semifinale       | 10"64       |      |
| 2018 | Giochi CAC                        | Barranquilla | 200 m piani | Batteria         | 21"40       |      |
| 2019 | Sudamericani                      | Lima         | 200 m piani | Batteria         | 22"09       |      |
| 2019 | Mondiali                          | Doha         | 200 m piani | Batteria         | dq          |      |
| 2020 | Sudamericani indoor               | Cochabamba   | 60 m piani  | Oro              | 6"80        |      |